# Rafael Navarro Garralaga
Rafael Navarro Garralaga és un fotògraf aragonès nascut a Saragossa el 1940.

## Carrera professional
Navarro va començar a interessar-se per la fotografia en la dècada dels 70, i inicià la seva trajectòria en el reportatge, el teatre i els esports. Finalment les arts plàstiques atraparen la seva atenció i és on començà a desenvolupar un llenguatge més personal. De la seva carrera cal posar especial atenció en aquelles sèries fotogràfiques que han suposat un trencament amb el medi o que han contribuït a la creació d'un altre discurs fotogràfic com són els díptics, en els que una combinació de dues imatges, aparentment inconnexes, ofereixen una visió fotogràfica diferent e inusual. Actiu en el món de la fotografia, fundà el 1977 juntament amb Manel Esclusa, Joan Fontcuberta i Pere Formiguera, el grup Alabern. Un any més tard és designat representant a Espanya del Consejo Latinoamericano de Fotografía i el 1985 membre del Consell Assessor de la Fundació Miró de Barcelona.

## Exposicions
La seva obra ha estat exposada en galeries i museus de tot el món en més de 500 ocasions i forma part de fons rellevants com la Bibliothèque Nationale, la Maison Européenne de la Photographie de Paris, els museus d'Art Contemporani de Brussel·les, Mèxic, Buenos Aires o Japó, així com les col·leccions de la Fundació Pilar i Joan Miró, l'IVAM o el Centro de Arte Reina Sofía.